# Palazzo della Marescialla
Il palazzo della Marescialla si trova in borgo Ognissanti 9 a Firenze.

## Storia e descrizione

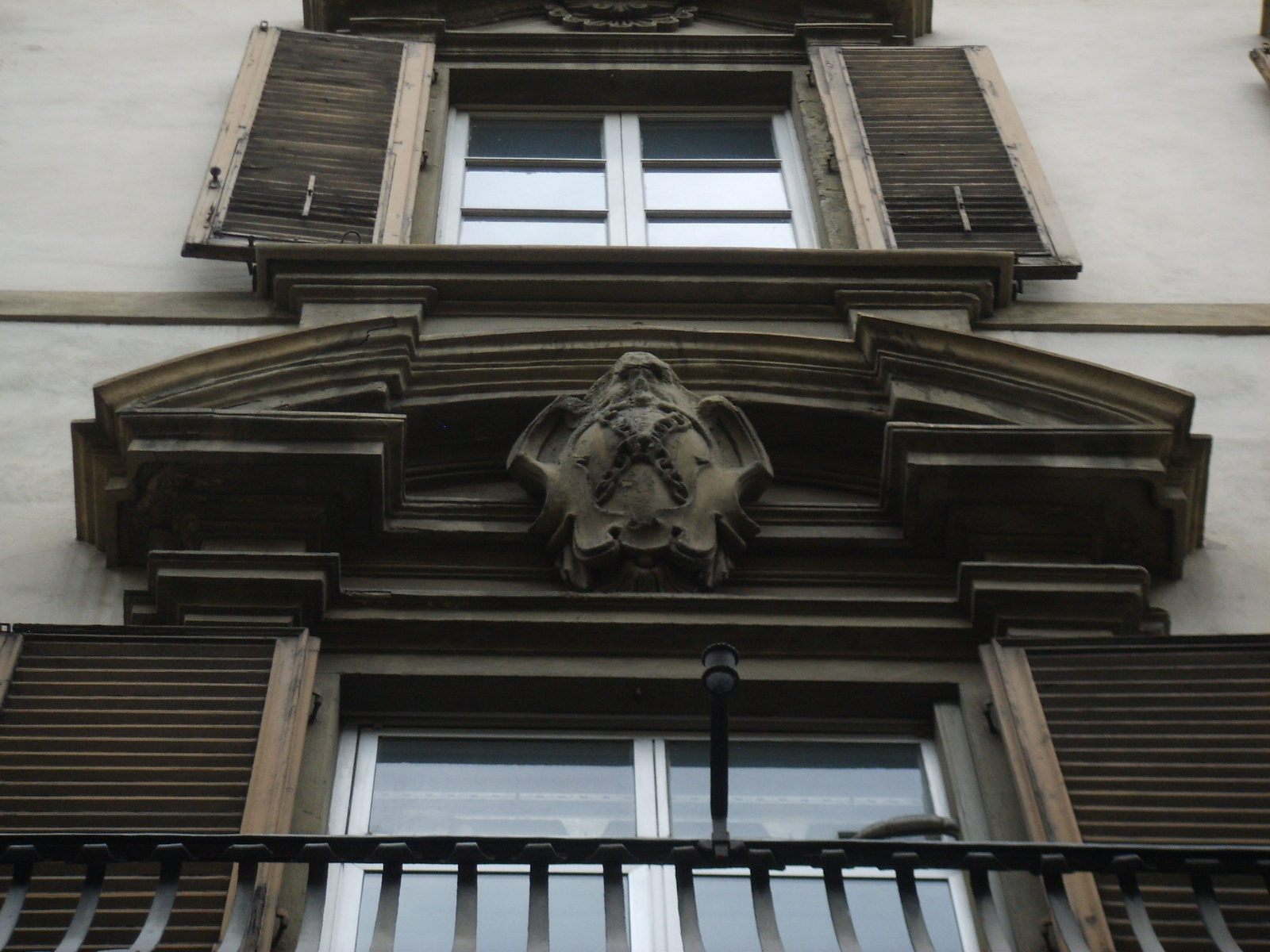
Lo stemma

«In Borgognissanti, quasi difaccia alla chiesa di San Giovanni di Dio, sorge un elegante palazzo che ha la porta principale fiancheggiata da mezze colonne che sostengono un balcone. La facciata, ricca di pietrami è di quel tipo architettonico elegante che pur risentendo l'influenza del barocco, non si allontana da quella correttezza di disegno che dominava ancora in Firenze nel XVII secolo. Nel centro della facciata è uno stemma nel quale sono scolpiti quattro pezzi di catena disposti a croce di Sant'Andrea e collegati nel mezzo da un anello... Questa similitudine collo stemma dei Galigai suscitò le fantasie di qualche erudito un po' troppo impressionabile e dietro di lui, scrittori di guide e di cose fiorentine vennero a raccontarci che quello era il palazzo della Marescialla, ossia di quell'Eleonora Dori Galigai che fu moglie di Concino Concini, il celebre maresciallo d'Ancre del quale sono troppo note le fortunate e poi tristi vicende».
Così Guido Carocci, dalle pagine del suo Illustratore fiorentino del 1913, chiariva l'equivoco nato sulle origini del palazzo e sulla denominazione che tradizionalmente e ancora oggi lo indica. L'arme è in realtà riconducibile a tempi più recenti e a una ben più modesta famiglia, quella dei Ducci, originari di Catenaia, che nel 1732 avevano comprato il palazzo dai Comi, precedenti proprietari. Questi, nella persona di Carlo Ducci, promossero la costruzione del nuovo palazzo su progetto dell'architetto Ferdinando Ruggieri, con un cantiere aperto nello stesso 1732 e che portò all'erezione di un esteso edificio con gli ambienti principali affacciati sia su borgo Ognissanti sia sull'Arno, e con i locali di servizio e di passaggio articolati attorno a due corti di forma irregolare.
Privo di discendenza diretta, Carlo Ducci donò la residenza al nipote Pietro Landi che la vendette poco dopo ai del Benino Malavolti.
Della fabbrica settecentesca rimane oggi essenzialmente la facciata e pochi ambienti interni (tra cui una piccola galleria al piano nobile con ampie tele inserite in cornici di stucco, opera di Agostino Veracini), causa la riduzione dell'edificio a seguito dei lavori che a partire dal 1855 portarono alla realizzazione del lungarno Vespucci sulla base del progetto redatto da Giuseppe Poggi, al quale si deve anche la progettazione del fronte che attualmente guarda l'Arno (Marcori). Ciò non toglie che quanto resta sia di notevole imponenza: la facciata su borgo d'Ognissanti, organizzata per sei assi che si sviluppano su tre piani più un mezzanino, presenta un balcone sopra il portone centrale, sorretto da due semicolonne in pietra serena. A ciascun piano le finestre si allineano sulle cornici di ricorso e presentano timpani di forme diverse: al terreno curvi con la valva di una conchiglia a decorazione, al primo piano triangolari con i profili concavi, al secondo convessi. A coronare il tutto è un cornicione alla romana.
«Contribuisce a rendere dinamico e slanciato il movimento delle membrature architettoniche la disposizione fuori asse di simmetria della facciata del motivo costituito dal portone balcone finestra. Scelta quest'ultima dettata dall'obbligata fruizione visiva secondo un asse obliquo del fronte dell'edificio dovuta alla ristrettezza del percorso viario su cui insiste». Al terreno le originarie finestre inginocchiate sono oggi sostituite da ampi sporti adibiti ad attività commerciali.
Sul lungarno il fronte appare sufficientemente modesto, non fosse per l'ampiezza e per l'elaborato balcone in ferro battuto, sul quale ricorrono due scudi con l'arme dei Gerini (di rosso, a tre catene poste in banda d'oro, e al capo del secondo, caricato di un corno da caccia del primo).
Il palazzo appare nell'elenco redatto nel 1901 dalla Direzione Generale delle Antichità e Belle Arti, quale edificio monumentale da considerare patrimonio artistico nazionale.